# Toma (singolo)
Toma è un brano musicale del cantante statunitense hip hop Pitbull. È il 4° singolo tratto dal suo album di debutto, M.I.A.M.I., e vede anche la partecipazione di Lil Jon. La canzone ha raggiunto la 21ª posizione di Hot Rap Tracks e la 73a di Hot R&B/Hip-Hop Singles & Tracks.
Il remix ufficiale di Toma vede la partecipazione di Mr. Vegas, Wayne Marshall, Red Rat, T.O.K. e Kardinal Offishall, ed è incluso nell'album remixato di Pitbull, Money Is Still a Major Issue. Un remix non ufficiale vede la collaborazione di Nina Sky.

## Classifiche
| Classifiche (2006)                    | Posizione più alta |
| ------------------------------------- | ------------------ |
| U.S. Billboard Bubbling Under Hot 100 | 8                  |
| U.S. Billboard Hot R&B/Hip-Hop Songs  | 73                 |
| U.S. Billboard Hot Rap Tracks         | 21                 |